# 161349 Mecsek
A 161349 Mecsek (ideiglenes jelöléssel (161349) 2003 SJ127) a Naprendszer kisbolygóövében található aszteroida. Piszkéstetőn fedezték fel 2003. szeptember 19-én.